# Akratopega
Akratopega – woda podziemna, w której zawartość minerałów wynosi 500–1000 mg/dm3, a temperatura nie przekracza 20 °C. W klasyfikacji wód ze względu na zawartość związków mineralnych znajduje się pomiędzy wodą słodką a mineralną.